# 七海ゆあ
七海 ゆあ（ななみ ゆあ、1996年9月17日 - ）は、日本の元AV女優。アイドルユニット「原宿☆バンビーナ」の元メンバー。
2019年12月28日でAV女優を引退と同時に原宿☆バンビーナも卒業。引退後はフェードアウトを経て「なまにく」としてモデル活動を行う。

## 略歴
和歌山県出身。中高一貫の進学校、京都内の大学を卒業後、2015年に「本多ちひろ（ほんだ ちひろ）」としてAVデビュー。この年の出演は1本のみ。
2016年3月21日、新宿ニューアートでストリップデビュー。2016年も本数は少ないがAV出演している。
2017年、『クラスで3番目ぐらいに可愛い娘 七海ゆあ 20歳 AVデビュー』で再デビュー。ここから「七海ゆあ」として活動。公式にはこの作品がデビュー作となっている。
2018年8月3日、原宿☆バンビーナとしてTOKYO IDOL FESTIVALに初出演。
2019年8月22日、そのままの私として生きてみたくなったとして引退を発表。2020年3月、AV女優としての最終作品を発売。
同年6月17日、新型コロナウィルス下における原宿☆バンビーナ『Fantasmile!』歌唱動画企画に参加。
2024年6月26日、東京・池袋LiveinnROSA「楽演祭vol.31」にて、早川瑞希（若宮はずき）との原宿☆バンビーナを5年ぶりに再結成し歌唱した。バンビーナ活動に限り、七海ゆあ名義となる。

## 人物
- 趣味は一人旅、特技はバトン[1]。
- プレイ内容にNGがないことからハードコア女優の異名を持つ[9]。事務所に対し、「私はNGを無くしたいんです」とデビュー2か月でイラマチオを解禁。上原亜衣に憧れていた故、アナルなどNGを作っていない[10]。要望に応えることで相手が興奮するのがうれしかったという[10]。また、インタビューでは「自分は可愛くないからAV女優として生きていくために、こういう作品をやらないといけない」と答えている[11]。
- 2020年8月に発表した手記では「自暴自棄のフリをしてAV女優になった」「生きるための最終手段だった」と記述。引退理由として「好きな人とだけセックスがしたいと思えるようになったこと」を挙げている[12]。

## 出演作品

### アダルトDVD
- 全発射本物精子 恥ずかしい体位で中出しされる（5月25日、ダスッ!）※「本多ちひろ」名義

- 夏だ!ビールだ!王様ゲームだ! 真夏のビアガーデン 超過激ハレンチ王様ゲーム 孕ませたのだ〜れだ? ほろ酔い巨乳OL危険日中出し大乱交スペシャル（8月6日、ROCKET）共演:ましろあい、水元恵梨香 ほか
- スーパーヒロイン絶体絶命!! Vol.61 ブルセラストライカー（8月12日、GIGA）
- 風船女子の園 3（8月12日、RISING）共演:舞野いつき
- 友達同士の男女がカメラの前で初めてのベロちゅう 第3回 素人ベロちゅう選手権 制限時間10分間ベロベロチューチューしっぱなし! チ○コへはノータッチでベロキスだけで射精できたら賞金GET! 燃え上がって熱烈ベロチューしたまま中出しSEX!!（8月18日、ROCKET）他出演:あい、りこ、うれあ
- 白い水着のプロレスラー Vol.6（8月19日、CF×FC キャットファイト×フェチクラブ）他出演:舞野いつき
- 白水 白い水着だけ… No.05（8月19日、A-style）
- ヒロイン命乞い 2 セーラーアクオス（9月9日、GIGA）
- ナンパTV×PRESTIGE 萌えコスSPECIAL 01（11月11日、プレステージ）他出演:あいの美羽、あず希、柚葉みいさ、綾波まこ、波木はるか、穂高結花、相澤ゆりな

- マジックミラー号 スポーツに打ち込みすぎて女心を忘れたノーパン・ノーブラ女子体育大生 激イカセ雪溶け生潮大噴射10人10連発!! 彼女たちは痙攣しながら生ち○ぽを欲しがる!! その内6人は挿入まで…（3月2日、SODクリエイト）※「ほのか」名義　他出演:あい、あや、なお、いつき、ひかる、あすか、みほ、ゆい、のぞみ
- 社会人になったばかりだけど、昨今の世の中の荒波ってちょっと…。なんか人と違う事がしたいからリクルートスーツ着たままAV出演!（3月2日、F&A）
- 某県女子校内で撮影 イタズラ!?微レズ!? 同級生をかる〜いノリでイジメたりじゃれ合ったり!悪ふざけエロ! 無邪気にやっているけどヤラれた方は冗談じゃ無いよね!!? 11人6時間2枚組!（3月18日、サディスティックヴィレッジ）他出演:桜ちなみ、香純あいか、咲坂花恋、早川瑞希、藤川れいな、月本愛、埴生みこ ほか
- サディスティックヴィレッジ10周年記念作品第一弾 夜勤病棟レ○プ 深夜の病室に一人で見回りに来た新米看護師純白のナース服をヒキチギッテ中出しレ○プ!!スペシャル! 合計16人 8時間2枚組（4月6日、サディスティックヴィレッジ）他出演:藤川れいな、裕木まゆ、月本愛、咲坂花恋、埴生みこ、香純あいか、早川瑞希 ほか
- 深夜に働く清掃員を夜這い（4月6日、F&A）他2名出演
- 妹に見られているとも知らず、手に入れたVRでバーチャルオナニーに没頭中の僕。リアルに誰かにチ○ポを触られている気がしてゴーグルを外すと…!?妹が僕のチ○ポをしごきながら「本物のほうが気持ちイイよ」と濡れたマ○コに…!（4月7日、DOC）他出演:澄川鮎、苑田あゆり
- JKにオナホを渡し「僕のチ○コを思いっきりシゴいて下さい!」 3（4月7日、DOC）※「あゆみ」名義　他出演:ひなの、さおり、ちか、まお、ゆあ、なな、みれい、ゆき
- 発掘美少女 某お嬢様系大学文学部1年 葵みさき19才（4月14日、FIRST STAR）※「葵みさき」名義
- クラスで3番目ぐらいに可愛い娘 七海ゆあ 20歳 AVデビュー 〜手が届きそうで届かない娘にいきなり初顔射!初中出し!初3P!はじめて尽くしの汚された一日〜（4月19日、ゴールデンタイム）
- ハメレポ 〜私の恥ずかしい姿を最後までレポートします〜（4月19日、パコパコ団とゆかいな仲間たち）他出演:来栖まゆ
- マジックミラーの向こうにはシングルマザーのお母さん! 母子家庭の姉弟が進学費用をゲットするため母に内緒で生SEX&生中出しにチャレンジ!? 弟思いの美人姉は我慢汁タラタラ破裂寸前の弟勃起チ○ポにうっとり興奮!お金のために近親相姦!?（4月21日、DOC）※「裕美」名義　他出演:翼、櫻
- 無理矢理犯した妹のマ○コが気持ちよすぎて中出ししてもピストンをやめなかったら愛液と精子で泡立ちマン汁垂れ流し（5月3日、ナチュラルハイ）他出演:小野寺梨紗、水嶋アリス
- ナースステーションにこっそり催淫媚薬入りお菓子を差し入れしたら思ったとおり大乱交SEXが始まった! 看護婦媚薬大乱交（5月3日、サディスティックヴィレッジ）共演:桜ちなみ、埴生みこ、月本愛、裕木まゆ、早川瑞樹、香澄あいか、咲坂花恋
- JKアソコに電マしたまま生電話 〜10分耐えたら賞金ゲット!!〜（5月5日、DOC）※「ゆか」名義　他出演:ゆい、りえ、ゆうこ、さき、りか、なな、みらい、りな
- 淫語中出しソープ 60（5月13日、AVC Collector's）
- 神待ち家出少女を助けまくって10人の神様に君臨した僕（6月1日、MOODYZ）共演:麻里梨夏、北川ゆず、跡美しゅり、矢澤美々、あず希、長澤ルナ、雫みあ、咲良つむぎ、星咲伶美
- 初【潮】JK痴漢 恥ずかし快感で我慢できず吹き漏らすウブ娘6名を発掘!（6月1日、ナチュラルハイ）他出演:月本愛、咲良つむぎ、舞坂仁美、鈴屋いちご、相原翼
- 夫に内緒で他人棒SEX 「実は主人の精液も飲んだことないんです」 30歳すぎて初めての精飲 変態マゾ願望の童顔妻 はるかさん30歳（6月1日、コスモス映像）※「はるか」名義
- 犯され壊されたちっぱい娘（6月1日、プラネットプラス）※「ゆあ」名義
- 微笑む口便器（6月2日、ワープエンタテインメント）
- バイト先のカフェで女子スタッフと男はボクひとりの王様ゲーム!! オシャレで可愛い女の子と知り合いたい!ふれ合いたい!と夢見て働き始めたカフェバイト!案の定可愛いスタッフばかりでラッキー!と思っていたら…ここは想像以上の女社会!新人のボクはアゴでコキ使われまくりです…。 しかし閉店後に興味本位で始まった『王様ゲーム』!! バイト漬けの女子スタッフたちは、ここぞとばかりに欲求不満を爆発! ボクも思い切ってエッチな命令をしてみると、夢にまで見たエロハーレム状態に!!（6月7日、Hunter）共演:涼川絢音、宮崎あや、花咲いあん、藤川れいな、早川瑞希
- 母娘強制懐妊 〜娘を犯され、全てを奪われたシングルマザーのエリートOL〜（6月13日、オーロラプロジェクト・アネックス）共演:菅野さゆき
- 新章・放課後美少女H 「見た目は清楚...でも中身はエッチで一杯なの…」 幼気な制服娘を連れ込んで、濃厚セックス調教したら、自らの妄想に翻弄されて堕ちちゃったんです…。（6月13日、オーロラプロジェクト・アネックス）
- 好きなパンチラが必ず見つかる! 王立パンチラミュージアム（6月13日、アロマ企画）他出演:斉藤みゆ、埴生みこ、今井ゆあ、黒木いくみ、咲良つむぎ
- 絶倫男に何度もイキ我慢を強いられたママさんバレー部員。（6月15日、F&A）共演:藤川れいな、長澤ルナ、朝丘みなみ
- おカネの為でいいじゃない（o≧▽ﾟ）o 友達だけど素股して下さい!! 4（6月16日、DOC）他出演:西園さくや、美玲、松下美織、小林美央、広瀬しおり、北川りこ
- 挑発的チラリズムコレクション 2（6月25日、アロマ企画）他出演:斉藤みゆ、藤川れいな、黒木いくみ、咲良つむぎ
- BWP インタージェンダー女勝ち Vol.02（6月30日、バトル）他出演:桜木優希音
- 生パイパン敏感学生 子宮受精（7月2日、メガハーツ）※「ゆう」名義
- 水泳部NTR夏合宿 DQN軍団に合宿先を乗っ取られ目の前で教え子をレ○プされ続けた…。（7月7日、MOODYZ）共演:宮崎あや、椎名そら、かなで自由、長澤ルナ、藤川れいな、水澤りこ
- M男メーカー新人スタッフ地獄の90分 撮影現場で突然 打合せ無しのノンストップいじめ（7月5日、フリーダム）共演:早川瑞希、高城アミナ、白桃心奈、山本千紘
- 「ハグ/添い寝/腕枕」までしかしてくれないJKコスプレリフレ店の女の子とお店に内緒で中出し援助SEXをする（7月6日、Mr.michiru）他出演:藤にいな、水谷杏、白井ゆずか
- 酔いつぶれた近所の人妻を部屋に連れ込んで夜這いした記録映像（7月6日、F&A）※「ななみ」名義　他出演:あさおか
- サークル飲み会で何も知らない新入生たちと乱交しちゃった映像を勝手にAV化! 酔わせてエッチな飲み会ゲームで盛り上がって最後は乱交!いっぱい中出しさせてもらいました!!（7月7日、お夜食カンパニー）共演:藤川れいな ほか　他出演:星空もあ、橋下まこ ほか
- BWP バトルワールドプロレスリング Vol.08（7月7日、バトル）共演:桜乃ゆいな
- センズリのお手伝いして下さい! 可愛い女の子に握らせて射精するまでシコらせch 2（7月10日、ブリット）他出演:水谷あおい、推川ゆうり、逢沢るる、新村あかり、小峰みこ、若菜まゆ ほか
- 〜3Pヘブン〜 旅館のアルバイトJKの2人は、宿泊客と競ってセックスしまくり、ヌキまくっているヤリまん娘だった…。（7月13日、オーロラプロジェクト・アネックス）共演:月野ゆりあ
- 人形あそび（7月13日、イノセント）※「ゆあ」名義
- 絶望エロス 裏切りの街角 サヨナラバイバイ（7月13日、絶望エロス）共演:宮園あかね
- 噂の検証!! -まんハメ検証団-×PRESTIGE PREMIUM 05（7月14日、プレステージ）※「まなみ」名義　他出演:しずか、ゆい、みさき
- ナチュラルハイ夏スペシャル 再会中出し痴漢 2 完全撮り下ろし 2枚組8時間 特大号!!（7月20日、ナチュラルハイ）共演:あおいれな　他出演:かなで自由、逢沢るる、向井藍
- 思春期少年の目の前に突然ミニスカパンチラが! イタズラ好きなお姉さん達は立ち止まった少年の勃起チ○ポを性欲満々でじっくり味わうのです 2（7月20日、SWITCH）共演:宮崎あや、かなで自由 ほか
- イカせ合い 勝負体験!! 6（7月21日、バトル）共演:松井レナ
- 美少女、突然の拉致&監禁凌辱 廃屋に響き渡る悦楽の喘ぎ…レイプ依頼サイトに揚げられた純情JKは、ケモノ達の手でM奴隷に墜ちてゆく…（7月25日、オーロラプロジェクト・アネックス）
- 放課後肉便器 7人目（7月25日、靖云会）※「飯豊はる」名義
- 「ねぇ?あたしと一緒にチャットでいっぱ〜いHなことしよ♡」 浴衣美少女!ピチャピチャ潮吹きLIVEチャットオナニー 4時間DX vol.14…（8月1日、VALEX）他出演:北川ゆず、早川瑞希、水澤りこ、星咲伶美、小池奈央
- 妹近親相姦お仕置き中出し性交（8月1日、sister）他出演:月本愛、天野美優、雪谷ちなみ
- 狂叔父専用、性玩具●女（8月3日、グローリークエスト）
- 私立 脚コキ学園 思春期の女子の脚の香りは甘酸っぱすぎて…（8月5日、フリーダム）共演:早川瑞希、高城アミナ、白桃心奈、山本千紘
- 学園のま○こ掃除機 転校生は便器マン（8月5日、フリーダム）他出演:宮崎あや、北川ゆず、柚木はるか、生駒はるな、麻里ひなの
- 家庭教師は瞳で誘われる…（8月8日、思春期.com）
- うちの娘、家ではブラジャーを着けないので、父としてはちょっと困ってます… DX（8月8日、思春期.com）他出演:かなで自由、南梨央奈
- マジックミラー号 もうすぐ夏休み! 田舎で育った夏服女子高生がはじめてのオモチャで激イキ絶頂体験! 10人中6本番! うち1人は処女膜貫通!（8月10日、SODクリエイト）共演:宮沢ゆかり、今井まい　他出演:大原すず、雪白いずみ、北川ゆず、小谷野まゆ ほか
- 17周年記念SP 新宿で声を掛けた可愛いお嬢さんに「新作水着のモデルになってください」と声をかけ、撮影でテンションを上げてヌルヌル泡泡ソープ体験 本編撮りおろし+ソープ体験総集編（8月10日、アイエナジー）他出演:星咲伶美、北川ゆず、あけみみう
- ふとももユートピア 2（8月13日、アロマ企画）共演:横山みれい　他出演:心花ゆら、咲坂花恋、桜咲姫莉、柊木なな、結菜はるか、葉月もえ
- 合宿中の女子陸上部の息抜きはボクのチ○ポだけ!! 無職のボクは、毎年夏になると親戚が経営する合宿所を手伝わされる。また汗臭い男の世話か〜と憂鬱になっていると、やって来たのは女子陸上部!今までになかった光景にムラムラ…していたのはボクだけじゃなかった!合宿中、ハードな練習&禁欲集団生活で女子部員達は超欲求不満だった!?イケメンじゃないボクでもやたら誘われ、練習後はアスリート特有の超アグレッシブな性欲で何度も何度もエッチをおねだりしてくるんです!!（8月19日、Hunter）共演:浜崎真緒、七菜原ココ、夏乃ひまわり、今井まい、白咲ゆず
- 密着洗体マッサージ 盗撮・本番禁止店だから燃える中出しマニアの強引な手口一部始終!（8月24日、Mr.michiru）他出演:白井ゆずか、早川瑞希、紗藤まゆ
- 素人娘一攫千金ドリーム挑戦!! 電マ10分我慢出来たら100万円イッたら罰ゲームは即ハメAV出演!!（8月25日、S級素人）他出演:神山なな、相澤ゆりな、美咲かんな、美泉咲 ほか
- 絶対抜ける! ド迫力映像 あ〜いくぅ その時女はエロスの極み（9月1日、FAプロ）他出演:神納花、桐島美奈子、春原未来、倉本雪音、原美織、横山夏希、成宮いろは、涼川絢音、中島京子、天野小雪、水嶋アリス、葵紫穂、塚田詩織、川越ゆい、葉月もえ、本真ゆり、真弓あずさ、森下美緒、久我かのん、桜咲姫莉、香山亜衣、神山なな、生駒はるな
- 「パパとママには絶対内緒だよ!」 親戚の叔父さんに秘密のエッチ動画投稿! オマ●コぴちゃぴちゃ姪っ子自画撮りオナニー（9月1日、ロリ専科）他出演:愛瀬美希、五十嵐星蘭、苑田あゆり、星咲伶美、咲良つむぎ、大森一花
- 元祖 時間よ止まれ! 〜いつでもどこでもハレンチ天国〜 パート2（9月1日、V&R PRODUCE）共演:宮崎あや、黒木いくみ、仁美まどか、初芽里奈、青井いちご、咲坂花恋、長澤ルナ、星咲伶美、桐原みお　※AV OPEN 2017 フェチ部門エントリー作品
- 妹夜這いスペシャル 種付け近親相姦 「お兄ちゃんの精子で孕んでくれ!」 妹・特盛6人!ボリューム♡ 大増240分!!（9月1日、Mr.michiru）他出演:藤にいな、白井ゆずか、瀬乃ひなた、宮崎あや、早川瑞希　※AV OPEN 2017 乙女部門エントリー作品
- 挨拶はディープキスが当たり前! 日本国民ベロチュウ記念日（9月7日、アキノリ）共演:桜川かなこ、長澤ルナ、大友彩、ルロア・クララ、小鳥遊まゆ、早川瑞希
- カメラ小僧御用達 地下アイドル コスプレマニア撮影会（9月13日、アロマ企画）他出演:山川ゆな、北川ゆず、葉月美空、月本愛、星空もあ
- 羞恥! 素人VSマシンバイブ 彼氏連れ素人娘をマシンバイブでこっそり攻めまくれ! 13 激安居酒屋にマジックミラー特設スタジオを設置 夏ガールは冷たいビールと真夏の日差しに激ゲキヤバ開放的になってしまうのか?編（9月21日、サディスティックヴィレッジ）他出演:一色さゆり、北川ゆず、山川ゆな、星奈あい
- ロリでパイパンな美少女が、エロ過ぎてけしからん（10月1日、S-Cute）他出演:宮沢ゆかり、跡美しゅり、島崎綾、小泉麻里、逢月はるな
- 新入社員の陰湿な復讐 リクルートスーツ着てるからって、ナメんじゃねーぞ!（10月5日、アキノリ）
- 羞恥 男女が体の違いを全裸になって学習する質の高い授業を実践する共学高校の保健体育 2（10月5日、サディスティックヴィレッジ）共演:星奈あい、山川ゆな、一色さゆり、北川ゆず
- 新人看護師 ディープスロート ごっくん吐精処置研修（10月5日、ROCKET）共演:美咲まや、星咲伶美、永倉由梨
- ソソるスク水素股エステ!（10月5日、SOSRU×GARCON）他出演:佐々木ひな、七菜原ココ
- 素人ナンパ ラップ1枚隔てて新宿で声をかけたカップルに見える友達以上恋人未満の男女に素股してもらったらこんなにヤラしい事になりました!（10月19日、アイエナジー）他出演:星咲伶美、涼宮ましろ、前田のの、北川ゆず
- ビッグバンローター装着でだるまさんが転んだ（10月19日、サディスティックヴィレッジ）共演:大友彩　他出演:早川瑞希、望月怜奈、星咲伶美、仁美まどか
- ガチイキ未経験のヤリマン幼馴染の初イキ開発専用機になったボク!? 可愛くて学校でモテモテのヤリマン幼馴染!だけど男にイカされた事がない!?早く初イキを味わいたくて、冴えない童貞のボクを練習台に指名してきたのですが… 恋愛感情ゼロのエッチサポート役は屈辱過ぎる!! だけど幼馴染の体を触っていくたびにツボが分かってきたボクは、彼女にとって一番のテクニシャンに!?何度も簡単にイカセられるほど開発に成功してしまい、気付けばボクのチ○ポじゃないとイカないほど虜にさせてしまいました!!（10月19日、Hunter）他出演:佐々波綾、白咲ゆず、星空もあ、夢野りんか
- 奥まで挿さる快感に耐え進め!! 超固ディルドボール バウンドレース 2（10月25日、はじめ企画）※「ゆま」名義　共演:あやな　他出演:あや、まい、さやか、もも
- 妄想女子ボクシング Vol.07 シーソーゲーム編（10月27日、SUPER SONIC SATELLITES）共演:愛華みれい
- 羞恥! ブルマームラムラ おっぱいプルプル 男子生徒や教諭に全裸見られまくり!! 負けたら超★恥ずかしーい罰ゲームの大・運動会 2017秋編（11月2日、サディスティックヴィレッジ）共演:大友彩、仁美まどか、星咲伶美、早川瑞希、川瀬みなみ、二葉あかり、望月玲奈
- アナル処女喪失 2 万引き新任教師 2穴ナマ中出し（11月2日、サディスティックヴィレッジ）
- 団体対抗戦 Vol.04 Super Sonic Satellites 愛華みれい 対 BATTLE WORLD PRO-WRESTLING 七海ゆあ（11月3日、SUPER SONIC SATELLITES）共演:愛華みれい
- 顔から振る舞いまでM女オーラ丸出しのドマゾ美人OLは自分からご主人様にビンタをおねだりする変態スケベ女で 思いっきりビンタをしてもアヘ顔になって首締め・中出し・緊縛・蝋燭をしても喜び快楽完堕ち調教完了。（11月7日、えむっ娘ラボ）
- 催眠術で全身クリトリス（11月10日、宇宙企画）
- 崖っぷちアイドルたちが飲み屋で酔っ払いオヤジ相手に突撃営業! 悪徳マネージャーに騙され、中出しSEX接待!（11月10日、S級素人）共演:若月まりあ　他出演:紗々原ゆり、星奈あい
- 部活帰りの娘がブルマ履いたまま制服で帰宅! パッツパツのデカ尻濃紺ブルマに発情した父が媚薬を飲ませると発汗してムレムレに! 思わずチ○ポ挿入すると効果抜群過ぎて何度も仰け反り絶頂! 3（11月10日、V&R PRODUCE）他出演:向井藍、皆野あい、阿部乃みく
- マスクド・ガール（11月13日、アロマ企画）他出演:涼川絢音、あやね遥菜、浜崎真緒
- 隙間の誘惑 スリットスカートのパンチラ（11月13日、アロマ企画）他出演:神ユキ、夏希みなみ、八ッ橋さい子、あやね遥菜、白石雪愛
- プライベートマッチ 4（11月17日、格闘崇拝者）他出演:橋本京子
- ニーハイ女子校生と男はボク1人の王様ゲーム!! 田舎から都会の学校に転校したら、クラスに男はボク1人!! しかも周りは全員『黒ニーハイ』のマセた美脚女子校生!! 喋りかけられても、格差があり過ぎて話が全くかみ合わない…。放課後、何かして遊ぼうという話になってボクがダメ元で言ってみた『王様ゲーム』に唯一反応!一気に盛り上がりその場でゲーム開始!おもいきって出したエッチな命令にも「ウケる!!」と楽しみだしゲームはエスカレート!だけど想像以上の光景にボクは勃起してしまい…。するとそれを見た都会っ子女子たちは田舎者のボクなんかにムラムラし始めて…!?（11月19日、Hunter）共演:永井みひな、山川ゆな、月野ゆりあ、北川ゆず、皆野あい
- OLパンストごと挿入 大量射精痴漢 2（11月19日、アパッチ）他出演:早川瑞希、星空もあ ほか
- ぼくの愛する純情無邪気なパイパン美少女【七海ゆあ】に食べられる アナルフィスト&フットファック（11月19日、MEGAMI）
- スクール水着×むちむち腿こきオイル 2（11月25日、アロマ企画）他出演:早川瑞希、今井まい
- 完全主観 罵倒地獄 パンチラ編（12月5日、フリーダム）他出演:神波多一花、心花ゆら、高城アミナ、生駒はるな、麻里ひなの、RISA、西条沙羅、あず希、宮崎あや、北川ゆず、二宮和香、北島玲、山本絋子、白桃心奈、美咲かんな、MIRANO、安野由美、早川瑞希、卯水咲流、浅田結梨、一条綺美香、紗々原ゆり、小川桃果、NAOMI、二階堂ゆり、柚木はるか、碧しの、栄川乃亜、若槻みづな、江上しほ、藤川れいな、斉藤みゆ
- ザ☆淫語痴女 手コキ男犯 02 連射・男の潮吹き・亀頭ドライ・尿道・睾丸責め（12月7日、MEGAMI）他出演:黒木いくみ、上野菜穂、高城アミナ
- S級素人とたくさんコスって1日中ハメまくり! Vol.001 カフェ店員 ゆあちゃん(21歳)（12月8日、S級素人）
- S級モニタリング 女性に「マッサージを受けてみませんか?」と声をかけられて安心してついてきたS級素人娘たち! レズマッサージでイキまくって感度MAXのときに男と入れ替わって生ち●ぽを挿入!中出し!（12月8日、S級素人）他出演:緒奈もえ、横山夏希 ほか
- 挑発するアニコス娘。（12月13日、アロマ企画）他出演:苑田あゆり、宮崎あや、あず希、伊東真緒、水嶋アリス
- マジックミラー号 街で見つけた10代美少女に童貞のフリした絶倫男が激ピストン!! 何度イっても無視しガン突き再開! イったあとのマ○コはキュッと締まってエビ反り真正中出し 2（12月21日、SODクリエイト）他出演:向井藍、永井みひな、小谷みのり
- ごっくん志願! 19 男液なんでも大好き!（12月22日、S.P.C）

- 生まれて初めての金蹴り 5 使い物にならなくなってもイイんですか?（1月5日、フリーダム）他出演:心花ゆあ、菅野礼奈、北川ゆず、北島玲、道重咲、安野由美、早川瑞希、坂本瑞希、ルロア・クララ、小鳥遊まゆ、柚木はるか、西条沙羅、RISA、一条綺美香、宮崎あや、小川桃果、高城アミナ、高嶋碧、松井レナ、水谷杏、MIRANO、麻里ひなの、生駒はるな、舞島環、泉朱音、初音杏果、遠藤ゆうか、長谷川夏樹、IORI、柑南るか、斉藤みゆ、涼宮琴音、二宮和香、藤川れいな、山本絋子、白桃心奈、NAOMI、あず希、浅田結梨、栄川乃亜
- 「私…お父さんの子供妊娠する!」 女子○生のデカ尻娘が突然訪ねた大好きな父の家にはまさかの婚約者が…。 絶対に取られまいと馬乗り生挿入! ガッチリホールドで強制的に何度も何度も膣内射精させられる! 2（1月12日、V&R PRODUCE）他出演:向井藍、小谷みのり、藤波さとり
- P.P.G.F プライベートパンチラガールフレンド 〜Private Panchira Girl Friend〜（1月13日、アロマ企画）他出演:一ノ瀬恋、千野くるみ、尾上若葉、冴島エレナ
- ノンストップ激ピストン 涙目イラマチオ（1月18日、グローリークエスト）
- 恥ずかしいくせに、エッチが大好きな女の子（2月1日、S-Cute）他出演:星奈あい、秋吉花音、音市真音、柑南るか
- #アニメオタクでモテない僕の幼馴染の彼女はいいなりメンヘラ従順ペット Vol.002（2月2日、ONEZ）
- ローション、墨汁、どろんこまみれ! ウェット&メッシー(WAM) AV女優○×クイズ（2月8日、ROCKET）他出演:仁美まどか、川越ゆい、星宮あかり、白石りん
- あまとろM性感痴女の誘惑オーガズム vol.3 初公開! 撮り下ろし映像収録 スペシャルエディション（2月19日、M男パラダイス）
- えっちな女子○生の淫語かたりかけ ぐちゅぐちゅ 連続絶頂ブルマオナニー（2月22日、アイエナジー）他出演:あおいれな、麻里梨夏、小谷みのり、椎名そら、涼海みさ、阿部乃みく、栄川乃亜、あべみかこ、君色花音 ほか
- 孕ませ近親相姦 兄に肉便器扱いされた妹 (3月8日、Mr.michiru)
- バトル本店店頭イベント 2Daysスペシャル 開催記念スペシャルMIX男女混合タッグマッチ 七海ゆあ組vsひなた澪組（4月13日、バトル）共演:ひなた澪
- 七海ゆあの縄組曲 (5月18日、ヴァンアソシエイツ)
- 女子○生の黒パンストが好き vol.1 (6月22日、OFFICE K'S)
- 風紀の番人 ガクランナー 七海ゆあ（7月13日、GIGA）
- 放課後2人だけで居残り勉強をしている僕とクラスの女子。用事があって一旦教室を離れ戻ってきたら…勉強ばかりで欲求不満な女子がオナニー中!?バレないように覗いていたら…ソソられ勃起してしまい僕も思わずオナニー!すると気づいた女子が「何見てたの、固くなってるよ」と僕の勃起チ○ポを握ってきた!! (8月9日、SOSORU×GARCON) 他出演:黄金むぎ、星空もあ
- 風邪で休んだ童貞の僕をからかってパンチラ誘惑する妹のクラスメイト (10月11日、アイエナジー) 共演:初瀬かのん、坂下ゆあ、七栄ここ、新美さくら
- 湯けむり天獄～縄情の宿～五 天縄結愛編 (10月19日、ヴァンアソシエイツ)
- 私立バキュームフェラ学園 (11月1日、MOODYZ) 共演:栄川乃亜、なつめ愛莉、森はるら、宮崎あや、 星咲伶美
- W女王降臨!!アナル大好きドマゾ変態少女 尻穴徹底調教レズビアン (11月7日、ビビアン) 共演:北川エリカ、神納花
- AJOI応援Ver. 女の子に優しく励まされながらオナニーできるDVD (11月13日、アロマ企画) 他出演:星咲伶美、海空花、豊中アリス、一ノ瀬恋、桐山結羽
- 聖水巫女 七海ゆあ 巫女の聖なる小便で清めてあげる (11月16日、OFFICE K'S)
- 小便ぶっかけガブ飲みSEX (11月19日、MVG)
- HEROINE陵辱倶楽部09 ～スパークイエロー牝犬調教～ (11月23日、GIGA)
- サカリ 七海ゆあ (12月2日、中嶋興業)
- 羞恥 ある日突然男女社員混合 強制OL健康診断 2018スペシャル（12月6日、サディスティックヴィレッジ）共演:阿部栞菜、橋本れいか、桃尻かのん、真白ここ、紗々原ゆり
- 危ない意味でエロい!つるぺたアジア系美少女極秘アナル売春ツアーww言葉が通じない隠れドM娘は野外アナルSEXでイキまくる変態尻穴中出し調教好きwww (12月7日、山と空)

- さらば青春の光 ～クラスメイト達との学園生活とセックス～ (1月11日、宇宙企画) 共演:星奈あい、宮崎あや
- W解禁飲尿レズビアン 花咲いあん 七海ゆあ ～オシッコで深め合う愛の絆～ (1月19日、MVG) 共演:花咲いあん
- 飲尿・浴尿レズビアン ～相手の体液全てを味わい尽くしまみれる2人～ (2月7日、ビビアン) 共演:宮崎あや
- 大好きな彼氏が親友ちゃんにフェラされてるところが見たいの。 (2月13日、MOODYZ) 共演:跡美しゅり
- 串刺し拷問 (2月19日、ドグマ)
- 雪村春樹継承緊縛Vol.2 七海ゆあ Y’s PLAY BONDAGE (3月1日、S&Mスナイパー)
- アナルで「いいね」を欲しがる名門女子大生 (6月6日、SODクリエイト) 共演:黒木いくみ
- M男だ〜い好きな小便姉妹の大量小便M男調教（8月7日、犬）共演:五十嵐星蘭
- 高級オイルエステ 人妻飲尿M覚醒レズ (9月15日、ピーターズ) 他出演:波多野結衣、長谷川まや、香山亜衣
- 催眠凌辱 七海ゆあ (9月26日、催眠RUSH)
- 解禁緊縛レズフィスト (11月19日、ドグマ) 共演:美咲結衣
- 媚薬浣腸でう○ちおもらし。 肛門から直吸収した媚薬が効きすぎて 発情しまくったひよこ女子をそのまま3穴犯す (12月4日、ひよこ)
- NEWガチンコ全裸レズバトル 3 (12月26日、ROCKET) 共演:岬あずさ、木葉ちひろ、五十嵐かな

- マブダチとレズれ! 私がAVを引退する前に大好きな彼女に伝えたい10のこと 七海ゆあ引退レズ特別編（1月19日、レズれ!）共演：星奈あい
- yua-Z 七海ゆあ（1月19日、ドグマ）共演：神納花
- 七海ゆあMemories（3月19日、ドグマ）※女優ベスト

### 女性向けアダルト作品
- AV男優のマネージャーになった私 処女なのに何度もイカされてしまいました（2020年1月23日、GIRL'S CH）共演：アレク

### アダルトVR
- MOODYZ VR 全員女子の水泳部に男子は僕ひとりだけ。（7月13日、MOODYZ）共演：椎名そら、かなで自由、宮崎あや、長澤ルナ、藤川れいな、水澤りこ
- となりの小悪魔ちゃん（8月9日、ワープエンタテインメント）
- 大好きなお兄ちゃんとベロキスたっぷりぬぷぬぷ子作りSEX（10月4日、KMPVR）

- 長尺44分・高画質 七海ゆあの相互オナニーSEX シコシコ見てると興奮しちゃう（1月27日、ブイワンVR）
- 長尺56分・高画質 媚薬で全身性感帯となる妹。オナニーだけでは満足いかず潮吹きまくりの激しいSEX!（2月24日、ブイワンVR）
- 後夜祭で起きた奇跡! 密かに想いを寄せていたクラスメイトとの青春ド真ん中出しSEX!!（8月20日、KMPVR-bibi-）
- 世界一受けたい保健体育! 現役女子●生による 女性器解説! ナマ性交 ナカ出し実践編!（9月28日、宇宙企画）※オムニバス作品、他出演：桜川かなこ
- 目の前で見せつけられるお姉さん達のレズ乱交。レズビアンシェアハウスに連れてこられた僕。（12月7日、ビビアン）共演：五十嵐星蘭、玉木くるみ、水嶋アリス、一ノ瀬もも

- エッチなお世話もしてくれるロリっ子家政婦（3月22日、CASANOVA）
- 【超長尺VR!】純粋無垢な制服美少女10人とハーレム学園生活 女の子たちの真っ白なパンティの匂いをリアルに感じる350分 超ド迫力でパンティを楽しむノーモザイクVR（4月19日、無垢）共演：森下美怜、宮崎あや、皆月ひかる、天月叶菜、鈴木みか、天希ユリナ、桃尻かのん、水谷あおい、石川ひかる
- 咀嚼VR ドMなご主人様に小悪魔メイドたちのお給仕（5月3日、SODクリエイト）共演：あおいれな
- ハメ潮 デカ●ンの快感に噴き上がる潮性交。（5月4日、TEPPAN）
- いもうとレ○プVR ボクの妹を無理やり犯して、性に溺れるまで完堕ち調教体験できるVR（5月10日、SODクリエイト）
- フードクラッシュVR（5月31日、SODクリエイト）※オムニバス作品、他出演：浜崎真緒、あおいれな、玉木くるみ、富田優衣
- 腰振りクイーンのエロダンス＆騎乗位レッスン（6月19日、KMPVR）
- 妻とのSEXにマンネリ気味の俺。部下の彼女とのSEXで再び燃え上がる。（6月19日、KMPVR）共演：大槻ひびき
- クンニVR 2（6月27日、KMPVR）※オムニバス作品、他出演：有村のぞみ、南梨央奈、有栖るる、はるかみらい、大槻ひびき、加藤ももか、松井美羽
- 淫口VR（7月1日、KMPVR）※オムニバス作品、他出演：有栖るる、紺野ひかる、あゆみ莉花、御坂りあ、加瀬ななほ、あまね弥生、平花、枢木あおい、中条カノン
- 脇を見ながら乳を揉むVR（7月3日、KMPVR）※オムニバス作品、他出演：皆月ひかる、三島奈津子、夢咲ひなみ、あゆみ莉花、美甘りか、中条カノン、有村のぞみ
- 女子校生ディルドオナニーVR（7月4日、KMPVR）※オムニバス作品、他出演：市橋えりな、夢咲ひなみ、加藤ももか、有栖るる、渚みつき、有村のぞみ、茜はるか
- 長尺VR 時間停止VR ～あのストップウォッチを手に入れた友達と僕は、委員長もガリ勉もクラスのマドンナもやりたい放題～（7月24日、TMA）共演：南涼、神楽アイネ、姫百合紬、竹内真琴、星空もあ、井上愛唯、市橋えりな
- 最低最悪陵辱レイプ ～嫉妬に狂う彼女の元カレ～（7月26日、CASANOVA）
- センズリを指示する女達 2（8月29日、OFFICE K’S）※オムニバス作品、他出演：枢木あおい、桜アン

- 東京靴屋時間（7月9日、ガン見隊）※オムニバス作品、他出演：通野未帆、椎菜アリス、桜井萌、西野たえ、まなかかな
- VR釣りチラ三昧（9月19日、ガン見隊）※オムニバス作品、他出演：通野未帆、椎菜アリス、桜井萌、西野たえ、まなかかな

### イメージDVD
- 清純ポルノ（2016年8月26日、スパイスビジュアル）※「猪田有以」名義
- 実録・極エロアイドル生誕の儀（2017年4月28日、INTEC Inc）
- 恋のハレンチ（2017年5月26日、サムバディ）※「土田さやか」名義
- 抱きしめたい（2017年7月21日、サムバディ）※「土田さやか」名義
- 宮崎あや・七海ゆあ / 【Honey Trap】 プレミアムBEST COLLECTION（3月20日、メディアブランド）

## 出演

### インターネット放送
- トイズハートプレゼンツ「ハートの部屋（仮）」 第４６回[13]（2018年12月10日ゲスト出演、ニコニコ生放送）[14]

## インタビュー
- マゾっ娘プリンセス･七海ゆあ登場！AVデビュー前はいたってノーマル。あの作品で目覚めてしまった！「もうこのＡＶの世界はタマんない♥」▼東風が興奮！イラマ→ゲロの美しき展開に「とんでもない天才だ！」【和歌山vs愛媛のみかんバトル！ロングインタビュー第１回】(2018年6月23日、ＦＡＮＺＡニュース)[4]
- 平成を代表するハードコアＡＶ女優･七海ゆあのエピソードゼロ！デビュー前のプライベートＨもぶっとび？！▼私を抱いた芸人さん。今や売れっこ(名前は秘匿)▼自分の出演ＡＶでオナニーしてます。一番稼働してる作品は…【ロングインタビュー第２回】(2018年7月6日、ＦＡＮＺＡニュース)[15]
- 昔ウブっ娘、今ハードコアAV女優。そんな七海ゆあが衝撃の告白「本当の初体験は…小学校の…」▼恋愛対象はオジサマOK！抱かれたい二次元キャラも激シブ！▼東風が思い焦がれていた女優とここでまさかのご対面？に感動ボッキ【ロングインタビュー第３回】(2018年7月13日、ＦＡＮＺＡニュース)[16]
- 七海ゆあはアグレッシブ奴隷「Ｈの最中は何をされても怒らないです。でも逆に何もやって来ない人は怒りたくなるかも」▼尊敬する女優は上原亜衣「いつかBNAに出てみたい」やっぱり見た目はロリだけど、中身は超絶ハードコア【AV女優ロングインタビュー最終回】(2018年7月30日、ＦＡＮＺＡニュース)[17]
- 【人気ハードコアAV女優　七海ゆあインタビュー】「高校生のときは本当にピュアで。 『え？　SEX？　やだ、痛いの？』みたいな感じでした（笑）」「ヤリマン時代は、ち●こが挿入された瞬間に『もうゲームクリア』みたいな感じで」前編(2019年1月19日、デラべっぴんＲ)[18]
- 【人気ハードコアAV女優　七海ゆあインタビュー】「アナルを解禁したのは、上原亜衣ちゃんに憧れていた部分があったから」「なんでも基本は脳の話なんですよ、そこまでフェチとかハードな内容になってくると」後編(2019年1月20日、デラべっぴんＲ)[19]